# 白装束
白装束（しろしょうぞく）とは、広義では白い衣服のこと。また、全身白ずくめの服装のこと。狭義では神事で神主、巫女、修験者などが身に着ける浴衣風の単衣のこと。白衣（はくい/しらぎぬ/びゃくえ）とも呼ばれる。
元は、平安時代において防寒用に綿などを詰めて袴などの下に用いた。後年には、薄くなって各種装束に用いる下着としての役割を果たすようになった。
現在では、巫女が襦袢の上に上着として着用していることで知られている。なお、新嘗祭および大嘗祭で天皇のみが着用を許される御祭服も、純白生織のままの絹地からなる装束である。

## その他
- 平安時代には天皇が神事を行う際に用いた帛の装束をはじめ、宮廷の男女が装束において重ね着をした際の白衣を「白装束」と広く称している。
- 四国霊場を参拝するお遍路さんの服装は、基本は白装束であり、白衣（はくえ）と呼ばれる。
- 死者に着せる衣装でもある。この場合には死（に）装束、経帷子（キョウカタビラ）と呼ばれる。白単衣のほか、天冠（三角頭巾）、手甲、脚絆、頭陀袋（六文銭を入れる）などからなる。地方や宗派により差異がある。
- 2003年、パナウェーブ研究所の構成員が全身白ずくめの服装をしていたことから、マスメディアが特異さを強調するために「白装束集団」などと呼んでいた。